# K (Kunststoffmesse)

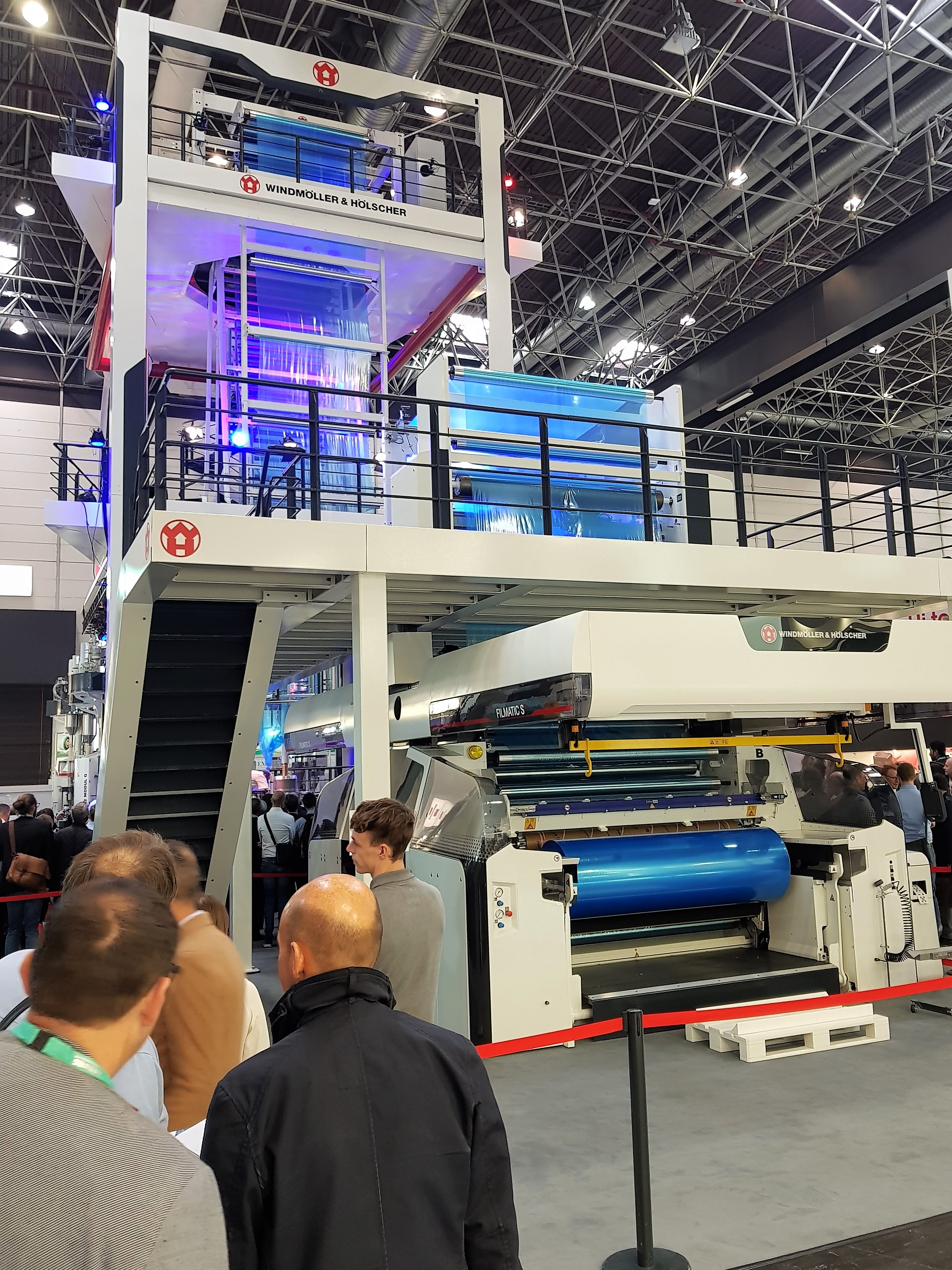
Kunststoffmesse K 2019 in Düsseldorf

Die K ist die weltgrößte Fachmesse der Kunststoff- und Kautschuk-Industrie. Seit 1952 wird die K von der Messe Düsseldorf veranstaltet, derzeit in einem 3-Jahres-Turnus.

## Geschichte
1952 beschlossen Unternehmen und Wirtschaftsverbände gemeinsam mit der Nordwestdeutschen Ausstellungsgesellschaft (NOWEA), der heutigen Messe Düsseldorf GmbH, eine Veranstaltung ins Leben zu rufen, die die Leistungsfähigkeit und die Vielseitigkeit von polymeren Werkstoffen unter Beweis stellen sollte. Im selben Jahr fand die erste K mit 270 Ausstellern aus der Bundesrepublik Deutschland und 165.000 Besuchern statt.
In den ersten Jahren war die K eine Leistungsschau der deutschen Industrie und präsentierte Konsumwaren der Kunststoffverarbeiter, wie „abwaschbare Kulturtaschen“ oder „hauchzarte Nylonstrümpfe“. Im Zuge der zunehmenden Spezialisierung der Kunststoffindustrie wandelte sich die K zu einer Fachmesse internationaler Prägung für Experten aus der Kunststoff- und Kautschukindustrie.
In der 60-jährigen K-Geschichte stieg der Anteil der internationalen Besucher von 24 Prozent (1972) auf 71 Prozent (2016). Auf Ausstellerseite waren 2016 61 Nationen vertreten.

## Angebotsspektrum
- Rohstoffe und Hilfsstoffe
- Halbzeuge, technische Teile, verstärkte Kunststofferzeugnisse
- Maschinen und Ausrüstungen für die Kunststoff- und Kautschukindustrie
- Dienstleistungen, Forschung und Wissenschaft

## Kennzahlen
- Messe 2016:[1]
  - 232.053 Besucher
  - 3.293 Aussteller aus 61 Ländern
  - Netto-Ausstellungsfläche 173.025 m²
- Messe 2019:[2]
  - 225.000 Fachbesucher/-innen aus 165 Ländern
  - 3.333 Aussteller/-innen aus 63 Nationen

## Messetermine
- K 2010: 27. Oktober bis 3. November 2010[3]
- K 2013: 16. bis 23. Oktober 2013[4]
- K 2016: 19. bis 26. Oktober 2016[5]
- K 2019: 16. bis 23. Oktober 2019[6]
- K 2022: 19. bis 26. Oktober 2022[7]
- K 2025: 8. bis 15. Oktober 2025[8]